# Concílio de Cafartuta
O Concílio de Cafartuta foi um sínodo da Igreja Ortodoxa Siríaca realizado em fevereiro de 869 sob o comando do patriarca João IV de Antioquia e foi convocado para resolver as diferenças entre o patriarca de Antioquia e o mafriano do Oriente sobre sua jurisdição eclesiástica na Mesopotâmia e na Pérsia. Seu objetivo era regular as relações mútuas e resolver algumas dificuldades que frequentemente surgiam entre os dois centros.

## Cânones
A assembleia codificou oito cânones preservados no nomocano de Bar Hebraeus do século XIII, o Kthobo d-Hudoye (Livro dos Guias):
1. Os bispos e os monges do Monastério de Mar Mathai devem se submeter e obedecer ao mafriano, cuja sede fica em Tikrit;
2. O patriarca não deve interferir na administração da Igreja em Tikrit, a menos que seja convidado. Da mesma forma, o mafriano não deve interferir na sede patriarcal;
3. Quando o mafriano estiver presente junto com o patriarca de Antioquia, ele deve se sentar imediatamente ao lado direito do patriarca. O nome do mafriano deve ser mencionado imediatamente após o do patriarca, na liturgia; e ele deve receber o Santo Qurobo após o patriarca;
4. Quando um mafriano estiver vivo, um patriarca não deve ser instalado sem a sua concordância; caso contrário, os orientais terão o direito de instalar o mafriano por si mesmos. A questão de quem deve realizar a imposição das mãos sobre o novo patriarca - ou seja, o mafriano ou o presidente do Sínodo - deve ser decidida por quatro bispos, dois eleitos pelos orientais e pelos ocidentais (antioquenos), respectivamente;
5. A arquidiocese de Kurdu, Beth-Sabdaya e também de Najran, desde que os árabes concordem com isso, será administrada por Tikrit;
6. As excomunhões mútuas entre os orientais e os antioquenos serão retiradas;
7. Foi tomada uma decisão final sobre os três bispos consagrados pelo patriarca na sede do mafriano;
8. Um bispo excomungado pelo mafriano também será considerado excomungado pelo patriarca.

## O mafriano
A palavra mafriano é um análogo do grego καθολικός (katholikos), que significa "relativo ao todo", "universal" ou "geral". Esse era um título que existia no Império Romano, onde um representante do governo responsável por uma grande área era chamado de católico. Mais tarde, as Igrejas começaram a usar esse termo para seus principais bispos.
Maphriyono ("Mafriano") é derivado da palavra siríaca afri, "tornar frutífero", ou "aquele que dá fecundidade". Esse título é usado exclusivamente para o chefe da Igreja Ortodoxa Siríaca no Oriente. A partir de meados do século XIII, alguns ocupantes do mafrianato também receberam o título de católico, mas o título nunca foi amplamente utilizado.
De acordo com um dos mais famosos mafrianos, Mar Gregorios Bar Ebraya (Bar Hebraeus), o Apóstolo Tomé foi o primeiro na sucessão apostólica do Oriente. Bar Ebraya não acreditava que a Igreja Oriental fosse parte integrante da Igreja Antioquiana, devido ao contexto histórico da época em que viveu. No entanto, ele defendeu vigorosamente seus direitos, conforme ditado pelos cânones da Igreja.